# Markus Weinzierl
Markus Weinzierl (nacido el 28 de diciembre de 1974) es un exjugador y entrenador de fútbol alemán. Fue director del SSV Jahn Regensburg, entre 2008 y 2012, Weinzierl consiguió promoción del SSV Jahn Regensburg a la Bundesliga. Entre 2021 y 2022 dirigió al F.C. Augsburgo. Posteriormente entrenó al 1. F. C. Núremberg entre 2022 y 2023.

## Carrera de entrenador

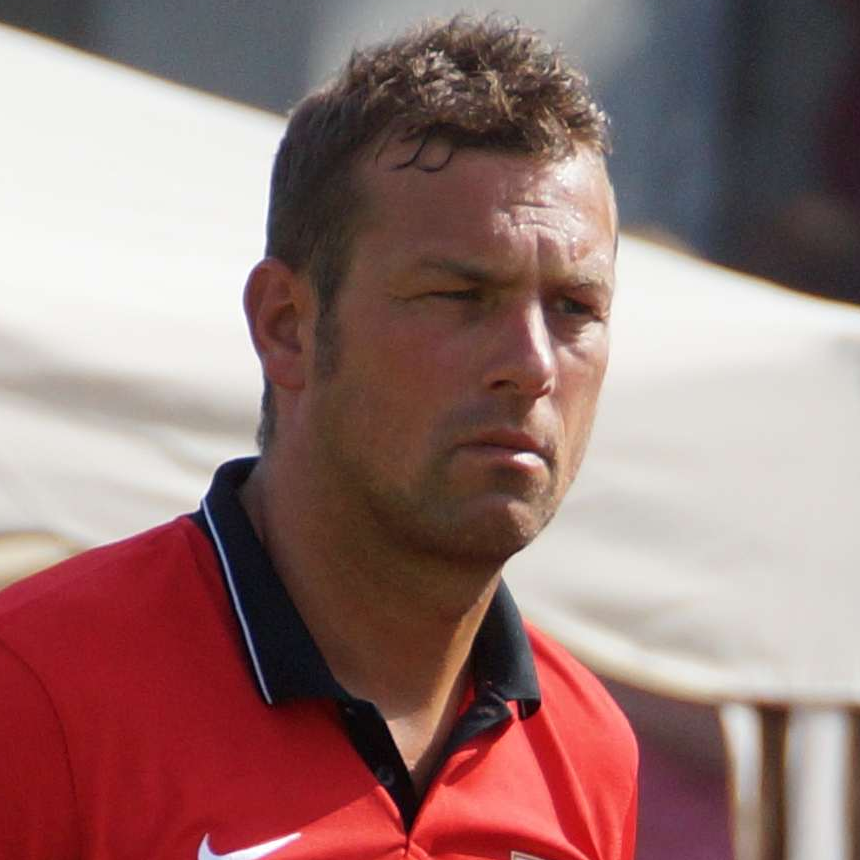
Markus Weinzierl en el F. C. Augsburgo en 2015.

### Jahn Regensburg
Weinzierl fue contratado por el SSV Jahn Regensburg el 24 de noviembre de 2008.

### FC Augsburgo
Weinzierl fue nombrado por el FC Augsburgo el 17 de mayo de 2012. Su primer partido en el cargo fue el 17 de agosto de 2012 contra SV Wilhelmshaven en el DFB-Pokal. En su primera temporada, Weinzierl ganó sólo un partido en la primera mitad de la campaña. Sin embargo, acabaron la temporada en 15.º lugar y dos puntos por encima de la zona de descenso. El Augsburgo derrotó al Bayern por 1-0 para acabar su racha de 53 partidos invicto. Esa era también la primera vez que el FC Augsburgo vencía al Bayern. La última vez que un club de Augsburgo derrotó al Bayern fue cuando lo hizo el BC Augsburgo el 6 de agosto de 1961.
El 5 de abril de 2015, Weinzierl extendió su contacto en FC Augsburgo hasta 2019. El 9 de mayo de 2015, derrotó al campeón Bayern de Múnich en su 100.º partido de Bundesliga como entrenador. El equipo terminó la 1. Bundesliga 2014-15 en 5.º puesto, clasificándose para la Liga Europa.

### FC Schalke 04
El 2 de junio de 2016, llegó a un acuerdo con el FC Augsburgo para fichar por el FC Schalke 04. Su inicio al frente del equipo renano fue muy negativo, ya que perdió los cinco primeros partidos de la 1. Bundesliga 2016-17, aunque luego mejoró sus números y terminó la primera vuelta del campeonato como 10.º clasificado. En la Liga Europa, el Schalke 04 fue eliminado por el Ajax de Ámsterdam en cuartos de final; mientras que concluyó la Bundesliga en 10.ª posición. El 9 de junio de 2017, se anunció que no iba a continuar en el equipo renano.

### VfB Stuttgart
El 9 de octubre de 2018, fue presentado como nuevo entrenador del VfB Stuttgart, colista tras 7 jornadas de la Bundesliga. El 21 de abril de 2019, un día después de perder por 6 a 0 contra el F. C. Augsburgo, fue despedido, dejando al equipo alemán en 16.ª posición.

### FC Augsburgo
El 26 de abril de 2021, inició su segunda etapa en el banquillo del F.C. Augsburgo.

### 1. FC Núremberg
Weinzierl fue contratado el 4 de octubre de 2022 como entrenador del 1. FC Nürnberg. Tomó las riendas de Robert Klauß, quien fue despedido el día anterior después de llevar al club de Franconia al puesto 14 en la tabla después de la décima jornada de la temporada 2022-23 de la 2. Bundesliga. Solo cuatro meses después, fue despedido después de una derrota por 5-0 ante el FC Heidenheim. Weinzierl terminó con un récord de cuatro victorias, cuatro empates y cinco derrotas.

## Clubes y estadísticas

### Como jugador
| Club                | País     | Año       | Partidos | Goles |
| ------------------- | -------- | --------- | -------- | ----- |
| 1. FC Passau        | Alemania | 1993-1994 | 28       | 6     |
| SV Lohhof           | Alemania | 1994-1995 | 23       | 5     |
| Bayern Múnich II    | Alemania | 1995-1999 | 113      | 10    |
| Stuttgarter Kickers | Alemania | 1999-2001 | 40       | 1     |
| SpVgg Unterhaching  | Alemania | 2001      | 4        | 0     |
| SSV Jahn Regensburg | Alemania | 2002-2004 | 17       | 0     |

### Como entrenador
| Club                | País     | Año       | PJ  | PG  | PE  | PP  | Efectividad |
| ------------------- | -------- | --------- | --- | --- | --- | --- | ----------- |
| SSV Jahn Regensburg | Alemania | 2008-2012 | 139 | 49  | 48  | 42  | 46.76%      |
| FC Augsburgo        | Alemania | 2012-2016 | 154 | 56  | 32  | 66  | 47.96%      |
| FC Schalke 04       | Alemania | 2016-2017 | 50  | 21  | 13  | 16  | 50.67%      |
| VfB Stuttgart       | Alemania | 2018-2019 | 23  | 4   | 4   | 15  | 23.19%      |
| FC Augsburgo        | Alemania | 2021-2022 | 39  | 12  | 9   | 18  | 38.46%      |
| 1. F. C. Núremberg  | Alemania | 2022-2023 | 13  | 4   | 4   | 5   | 41.03%      |
| Total               | Total    | Total     | 418 | 146 | 110 | 162 | 43.7%       |